# Chinakavajra, Madhugiri
Chinakavajra là một làng thuộc tehsil Madhugiri, huyện Tumkur, bang Karnataka, Ấn Độ.